# 이고리 스몰니코프
이고리 알렉산드로비치 스몰니코프(러시아어: Игорь Александрович Смольников, 1988년 8월 8일, 소련 카멘스크우랄스키 ~ )는 과거 수비수로 뛰었던 러시아의 전 축구 선수이다.

## 국가대표팀 경력
스몰니코프는 2013년 10월 4일, 파비오 카펠로감독 에 의해 2014년 FIFA 월드컵 유럽 지역 예선에서 처음으로 러시아 대표팀의 명단에 룩셈부르크와 아제르바이잔을 상대로 처음으로 올랐다.
또한 그는 2013년 11월 19일 대한민국과의 경기에서 첫 A매치를 치렀다.